# Tyggestorps församling
Tyggestorps församling var en församling i nuvarande Göteborgs stift i nuvarande Tranemo kommun. Församlingen uppgick efter 1546 i Tranemo församling.
På prästgårdens mark finns en ödekyrkogård omgiven av en välbevarad stenmur med en minnessten över Tyggestorps kyrka. Det var en träkyrka som förstördes vid 1500-talets mitt.

## Administrativ historik
Församlingen har medeltida ursprung och uppgick efter 1546 i Tranemo församling, som varit moderförsamling i ett gemensamt pastorat dessförinnan.